# Schmidtottia scabra
Schmidtottia scabra là một loài thực vật có hoa trong họ Thiến thảo. Loài này được Borhidi & Acuña miêu tả khoa học đầu tiên năm 1971.